# 韓文 (成化進士)
韓文（1441年—1526年），字貫道，號质菴，山西洪洞人，祖籍河南安陽。明朝政治人物，官至戶部尚書。

## 生平
韓文為北宋宰相韓琦之後。成化二年（1466年）中式丙戌科進士，初授兵科給事中，七年九月册封韓府高平王，九年十一月奉命勘察陕西庆阳边务，十一年十月升工科右給事中，十五年閏十月升湖广布政司右参议、提督太岳太和山宫观，十六年八月回布政司管事，二十二年正月晋左参议。
弘治二年（1489年）五月升任山东左参政，累升云南左布政使，六年三月以右副都御史巡抚湖广，七年十二月移抚河南，八年十二月召为户部右侍郎，十二年十月改吏部右侍郎，十三年七月升左侍郎。弘治十六年（1503年）五月，拜南京兵部尚书参赞机务。次年十一月，拜户部尚书。
正德三年（1508年）請誅亂政內臣馬永成等八人，說：“伏睹近日朝政益非，號令失當。中外皆言太監馬永成、谷大用、張永、羅祥、魏彬、邱聚、劉瑾、高鳳等造作巧偽，淫蕩上心，擊球走馬，放鷹逐犬，徘優雜劇，錯陳於前，至導萬乘（皇帝）與外人交易，狎昵媟褻，無複禮體。日遊不足，夜以繼之，勞耗精神，虧損聖德”。“今永成等罪惡既著，若縱不治，將來益無忌憚，必患社稷。”大學士劉健、李東陽、謝遷等力挺，六月被逮捕，下錦衣衛獄，罰米放歸。劉瑾伏誅後復官，致仕。明世宗即位後，特遣行人慰問賞賜。又加太子太保。嘉靖五年（1526年）卒，享年八十六。追贈太傅，諡忠定。

## 家族
曾祖韓昌；祖韓淵；父韓肅，醫學訓科 封工科給事中。母吉氏。子韓士聰（壬子科舉人、貢士、官知州）；韩士奇（弘治進士）；韓士賢（乙卯科舉人、貢士、官開封府同知）；韓士明（醫學訓科）；韓士昂；韓士勤。
孫韩廷彦，国子生。韓廷臣，壬午舉人。韓廷瑞、韓廷采。韓廷偉，丙戌進士。韓廷諫、韓廷選。